# Grenzen van Suriname

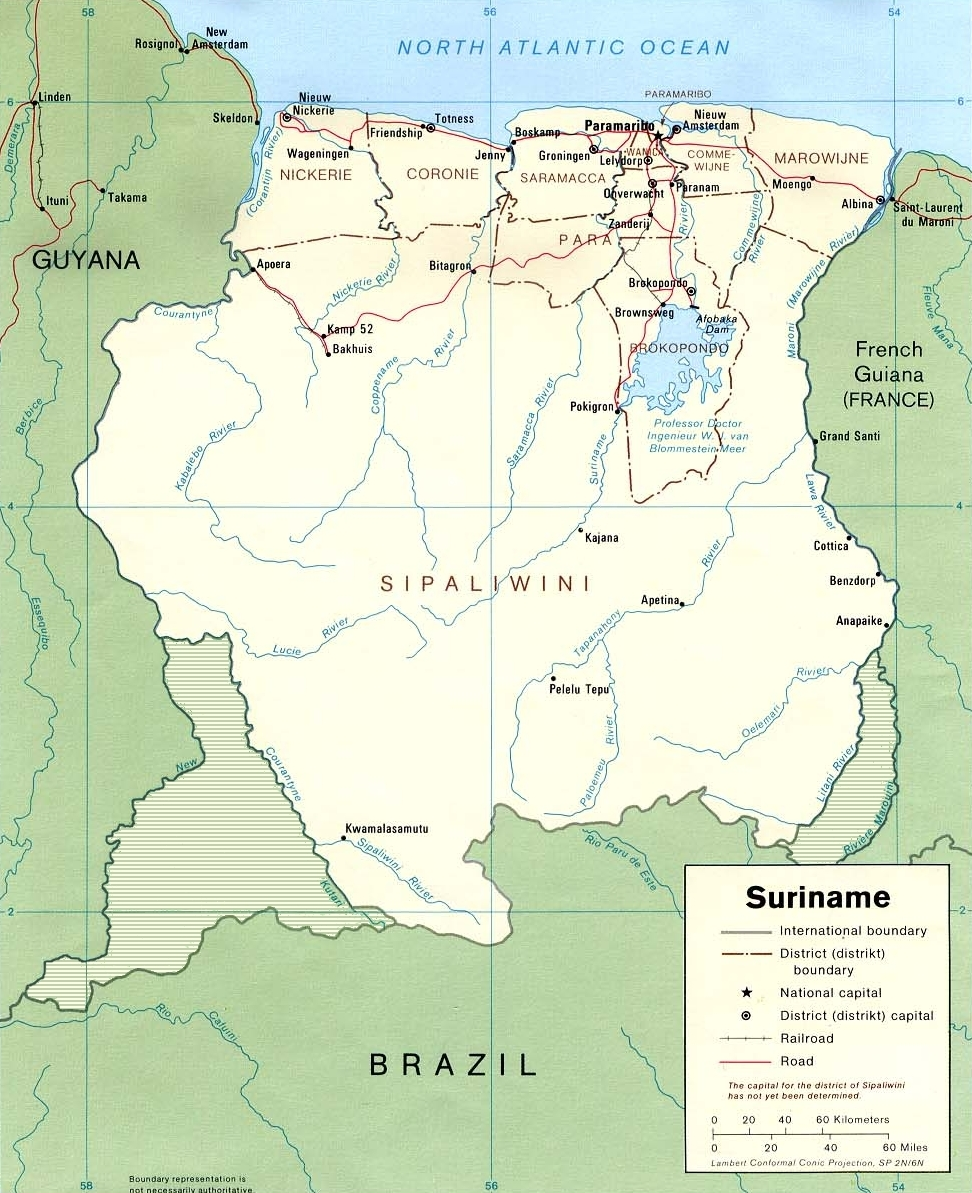
Grenzen van Suriname met Brazilië, Guyana en Frans-Guyana.

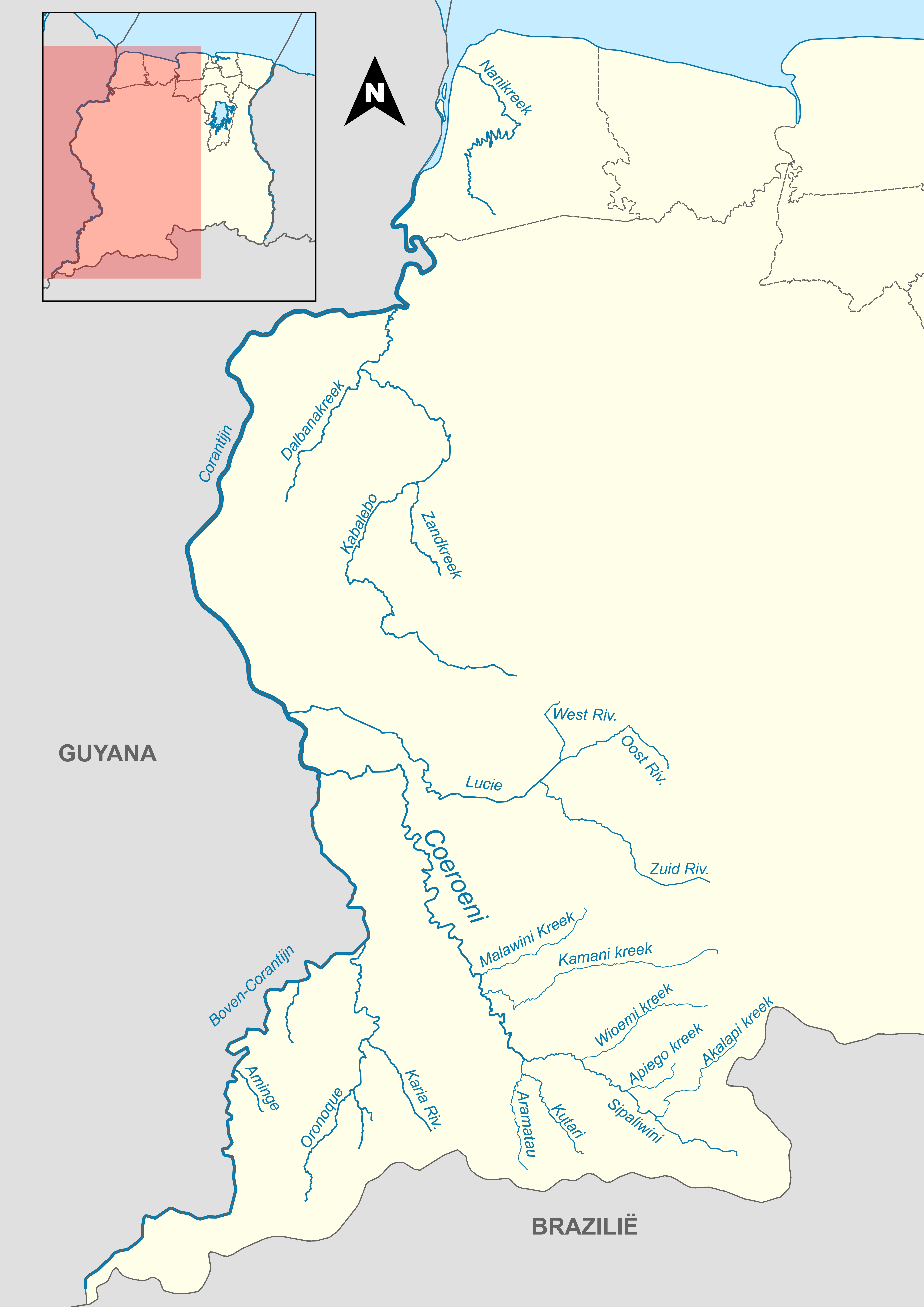
De Corantijn met zijrivieren, vanuit Surinaams perspectief

De grenzen van Suriname zijn sinds lange tijd het onderwerp van grensgeschillen tussen Suriname en zijn buurlanden Frans-Guyana en Guyana. Alleen de grens met Brazilië is sinds 1906 onbetwist.

## Oostgrens
Gedurende de laatste helft van de 17de en een groot deel van de 18de eeuw gold, voor zover men aan de zaak aandacht schonk, de Sinamarie als de oostelijke grens van Suriname. In verband met de giftbrief van Karel II van Engeland aan Sir Francis Willoughby, stond het in elk geval vast, dat de nederzettingen zich uitstrekten tot over de rechteroever van de Marowijne. Van Nederlandse kant heeft men evenwel stilzwijgend toegelaten dat reeds kort na het midden van de 18de eeuw de Fransen aan de rechteroever van de Marowijne een militaire post vestigden en zo werd langzamerhand van beide zijden deze rivier als de grens beschouwd. In de enige bekende officiële omschrijving van het grondgebied van de kolonie wordt dan ook de Marowijne als oostelijke grens genoemd. In 1860 was van Franse zijde de vraag geopperd of de Lawa dan wel de Tapanahony als de hoofdrivier was te beschouwen. Een Frans-Nederlandse commissie nam in 1861 de beide rivieren op en kwam tot het besluit dat de Lawa de hoofdrivier was. Daarbij bleef het, totdat in 1885 in het gebied tussen de beide genoemde rivieren goud ontdekt werd. Zoals te verwachten was ontstond toen een grensgeschil. Om aan het geschil een einde te maken sloten de beide mogendheden op 29 november 1888 een overeenkomst, waarbij bepaald werd dat het geschil aan de uitspraak van een scheidsrechter zou worden onderworpen. Deze scheidsrechter, tsaar Alexander III van Rusland, besliste dat de Lawa als de grensrivier moest worden beschouwd, dus in het voordeel van Suriname.
De uitspraak luidt vertaald:

Wij, Alexander III, bij de gratie Gods, Keizer aller Russen. De Regeeringen van de Fransche Republiek en die der Nederlanden, besloten hebbende, naar de bepalingen van een tusschen deze Staten gesloten overeenkomst van 29 November 1888, om in der minne uit te maken een bestaand geschil omtrent de grenzen hunner respectieve koloniën, Fransch-Guyana en Suriname, en de beslissing op te dragen aan een scheidsrechter, hebben Ons verzocht deze arbitrage te aanvaarden;

Willende beantwoorden aan het Ons door de in geschil zijnde mogendheden betoond vertrouwen en van de beide regeeringen de verzekering ontvangen hebbende, dat Onze uitspraak zou worden beschouwd als hoogste uitspraak, zonder eenig beroep en dat zij zich daaraan zonder eenig voorbehoud zouden onderwerpen, hebben Wij de taak op Ons genomen als scheidsrechter het geschil dat tusschen haar bestaat, op te lossen en alzoo houden Wij voor juist de volgende uitspraak:

Overwegende, dat de conventie van 28 Augustus 1817, waarbij de voorwaarden worden bepaald van de teruggave van Fransch-Guyana aan Frankrijk door Portugal, nimmer door de Nederlanden is erkend;

dat daarenboven die conventie niet zou kunnen dienen tot grondslag van een oplossing van de quaestie waarover geschil, daar toch Portugal, dat, krachtens het verdrag van Utrecht in 1713, een deel van Fransch-Guyana in bezit nam, aan Frankrijk in 1815 niet meer kon teruggeven dan aan dat Rijk was afgestaan; terwijl immers de grenzen van dit grondgebied in het verdrag van Utrecht van 1713 nergens omschreven zijn;

Overwegende, ten andere:

Dat het Nederlandsche Gouvernement, gelijk dit bewezen wordt door de feiten, niet weersproken door de Fransche regeering, op het einde van de vorige eeuw militaire posten aan de Lawa bezet had;

dat de Fransche autoriteiten in Guyana menigmaal hebben erkend, dat de negers, wonende op het betwiste grondgebied, middellijk en onmiddellijk afhankelijk waren van het Nederlandsche gezag, en dat die autoriteiten met inlandsche stammen, dat grondgebied bewonende, niet in onderhandeling traden dan door bemiddeling en in tegenwoordigheid van een vertegenwoordiger van de Nederlandsche autoriteiten;

dat zonder tegenspraak tusschen de beide belanghebbende Staten vaststaat, dat de Marowijne van haar bron af, als grens moet beschouwd worden van hun respectieve koloniën;

dat de gemengde Commissie van 1861 gegevens heeft verzameld ten gunste der erkenning van de Lawa als bovenloop van de Marowijne;

Op deze gronden:

Verklaren Wij dat de Lawa moet beschouwd worden als grensstroom, dienende tot grens van de beide bezittingen.

Uit hoofde van deze scheidsrechterlijke uitspraak moet het grondgebied boven de samenvloeiing van Lawa en Tapanahony voortaan toebehooren aan de Nederlanden, zonder inbreuk evenwel op de bonafide verkregen rechten van Fransche onderdanen op het grondgebied, dat in geschil is geweest.
— 
Gegeven te Gatchina, den 13/25 Mei 1891.

(w.g.) ALEXANDER.

Gecontrasigneerd:

Giers.

Nu was vastgesteld dat de Lawa de hoofdrivier is, begon de discussie over de vraag of de Itani dan wel de Marowijnekreek de voortzetting van de Lawa is. Dit grensgeschil is tot op heden nog niet opgelost.
Op 30 september 1915 werd een nader verdrag over de grens met Frankrijk ondertekend. Op 15 maart 2021 is dit verdrag aangevuld met een protocol, dat de grens tot aan het eiland Antecume Pata vaststelt. Over het geschil over de vraag of de Itani dan wel de Marowijnekreek de voortzetting van de Lawa is volgen nog nadere onderhandelingen.

## Westelijke grens

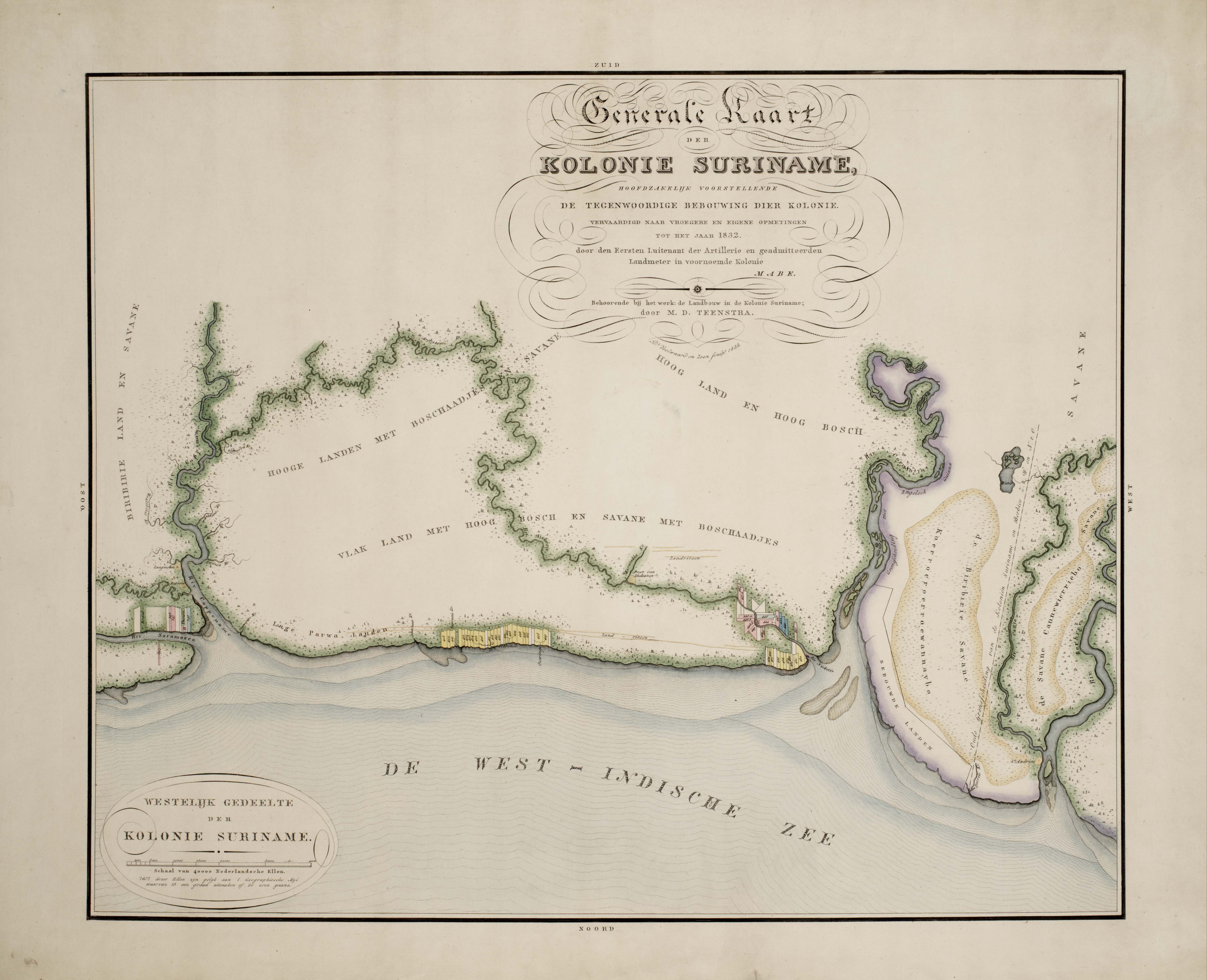
18e-eeuwse grens tussen Berbice en Suriname door de Duivelskreek

De westelijke grens van Suriname werd vroeger aangeduid met een paal, halverwege tussen de Corantijn en de Berbice geplaatst, op basis van een overeenkomst tussen Cornelis van Aerssen van Sommelsdijck en Abraham van Peere. Later werd als grensscheiding een lijn aangehouden die "zuid ten westen" door de mond liep van de Duivelskreek in het tegenwoordige Berbice. In 1799 sloten de gouverneurs De Friderici van Suriname en Van Batenburg van Berbice — beide koloniën waren toen in Britse handen — een overeenkomst waarbij het land ten westen van de Corantijn aan Berbice werd afgestaan en de Corantijn de grens werd, op voorwaarde dat de eilanden in de rivier en de post Oreala op de westoever tot Suriname bleven behoren. De gehele Corantijnrivier bleef dus onder Suriname vallen. Bij de Vrede van Amiens in 1802 werden Suriname, Berbice, Demerary en Essequebo aan Nederland teruggegeven, maar zij bleven niet lang onder Nederlands bestuur. In september 1803 gingen Berbice, Demerary en Essequebo weer in Britse handen over, en zijn ze nooit meer van Nederland geweest; Suriname werd in april 1804 bij verdrag aan de Britten overgegeven en bleef tot 1816 in hun handen. Bij het Verdrag van Londen gesloten op 13 augustus 1814, bekrachtigd door de Vrede van Parijs van 20 november 1815, werd Suriname aan Nederland teruggegeven zoals het was op 1 januari 1803; met de Corantijn als westelijke grens.
Gesprekken over een vaste oeververbinding tussen Guyana en Suriname in 2020 maakten de grenskwestie weer aktueel.

### Tigri-gebied

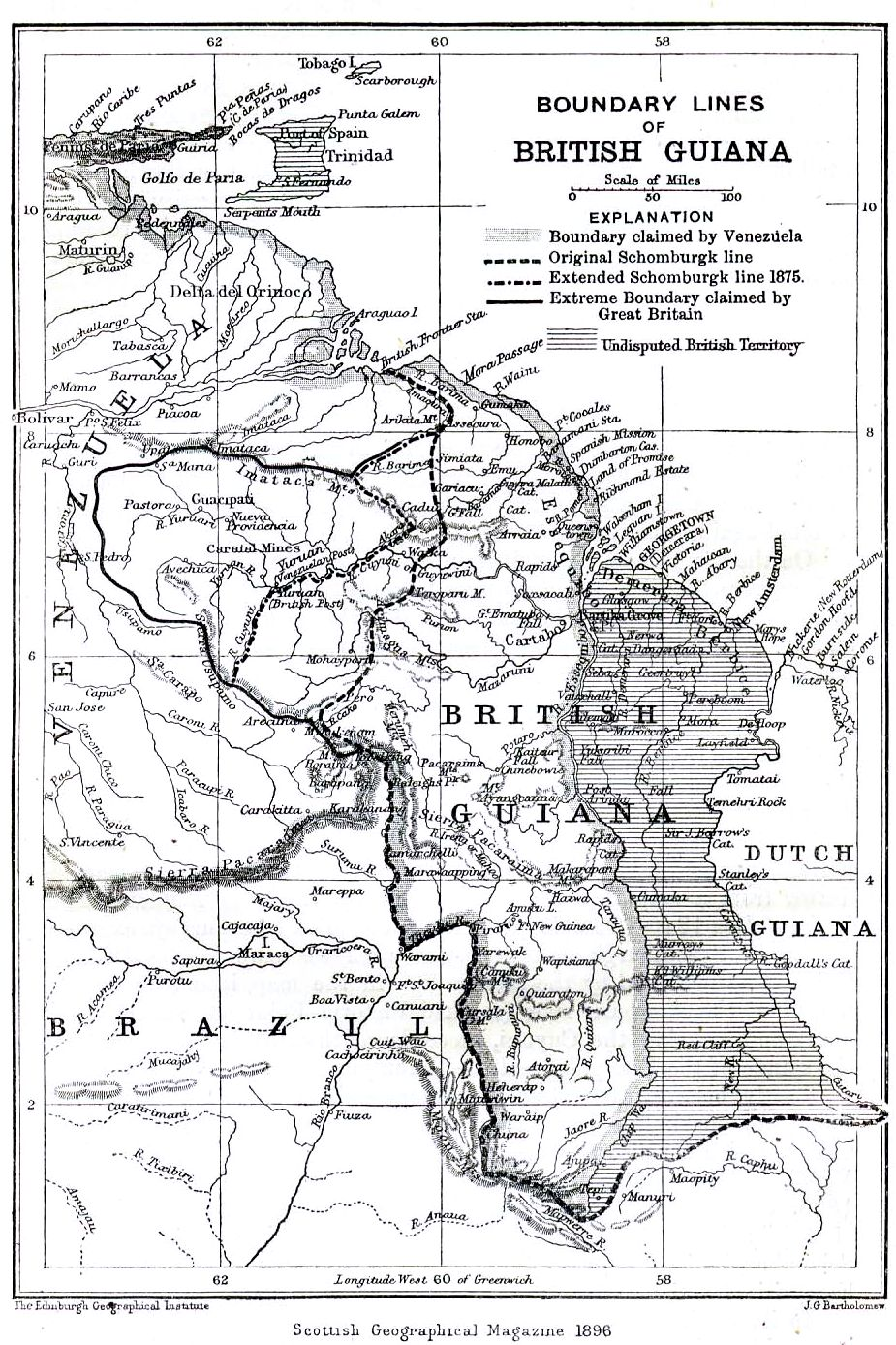
De grenzen van Brits Guiana na de expeditie van Schomburgk op een kaart uit 1896, de Nieuwe Rivier is hier ook al ingetekend. De grens met Suriname langs de Coeroeni wordt hier nog als onbetwist aangegeven.

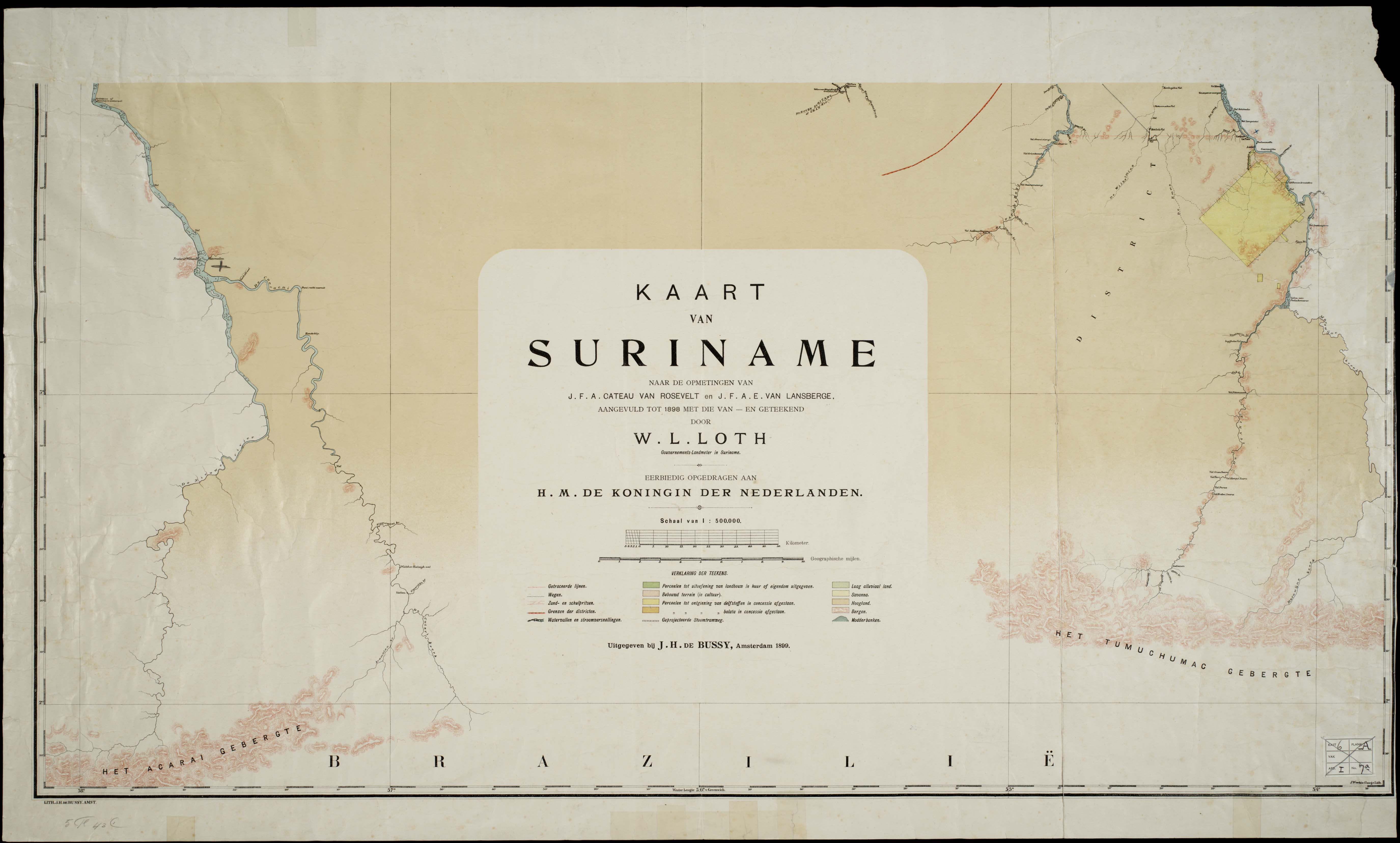
W.L. Loth - Kaart van Suriname (1899) - Blad B, met westelijke grens van de Kutari-Coeroenie tot de New River "in concessie afgestaan."

Van de bovenloop van de rivier wist men echter in de negentiende eeuw niets meer. De resultaten van de expeditie in 1720 door Salomon Herman Sanders in opdracht van gouverneur Jan Coutier waren in de vergetelheid geraakt. In 1843 ondernam Robert Schomburgk, op last van de Britse regering, een verkenningstocht vanuit Brits Guiana, waarbij hij via Brazilië van het brongebied uit de Koetari en Coeroeni afvoer en daarna de gehele Corantijn tot aan haar monding. Hoewel hier van een objectief onderzoek geen sprake was, hield men de opneming van Schomburgk en de door hem vervaardigde kaart voor juist. Waar de Coeroenie in de Corantijn uitmondt, bevindt zich een rivierdelta die ongeveer 17 kilometer lang en 10 kilometer breed is, waar ook de Nieuwe Rivier via vele vertakkingen in uitmondt. Schomburgk hield tijdens de expeditie de oostelijke oever aan en besefte niet dat de vele uitmondingen aan de zuidwestkant één zijrivier vormden. De westelijke kant van het gebied bleef lange tijd ongekarteerd. Dit duurde tot 1871, toen Charles Barrington Brown de rivier opnieuw onderzocht en ontdekte dat de zuidwestelijke delta samen één rivier vormde die volgens zijn opmetingen zonder twijfel de voortzetting van de Corantijn is. Deze rivier kreeg de naam New River (Nieuwe Rivier), aangezien de rivier pas veel later was ontdekt. Van dat ogenblik af bestond er discussie omtrent de westelijke grens van de kolonie Suriname. De New River of Boven-Corantijn, zoals deze sinds 1965 in Suriname wordt genoemd, is aanmerkelijk breder en langer en heeft een hoger debiet dan de oostelijke rivier de Coeroenie.
Op 4 oktober 1899 deed een tribunaal van vijf internationale rechters in Parijs uitspraak in het grensgeschil tussen Venezuela en Brits Guiana en liet zich, buiten zijn bevoegdheid, incidenteel uit over de vraag of de Koetari-Koeroeni dan wel de Nieuwe Rivier de grens was tussen Brits Guiana en Suriname. De Nederlandse regering deelde daarop aan de Britse mee zich niet gebonden te achten aan deze incidentele uitspraak.
In 1936 werd een gemengde commissie ingesteld om de grens tussen Brits Guiana en Suriname vast te stellen. De commissie stelde dat Nederland soevereiniteit bezat over de gehele breedte van de Corantijn, maar kende het Tigri-gebied toe aan het Verenigd Koninkrijk. Het verdrag dat de bevindingen van de gemengde commissie rechtsgeldig moest maken werd door de aanvang van de Tweede Wereldoorlog echter niet geratificeerd. Eveneens in 1936 ondertekende de Nederlandse vertegenwoordiger Conrad Carel Käyser, aangesteld om de grens tussen Suriname en Brazilië te bepalen, samen met Britse en Braziliaanse vertegenwoordigers een kaart met het drielandenpunt op de plaats van de Koetarigrens.
Toen in 1961 opnieuw onderhandelingen werden opgestart weigerde Nederland zich neer te leggen bij Britse positie, die was gebaseerd op de bevindingen van de gemengde commissie van 1936, en bracht daarentegen het tegenvoorstel ter tafel waarin de Corantijn via het talwegprincipe werd verdeeld, maar waarbij het Tigri-gebied bij Suriname werd ingedeeld, en dus overeenkomstig normale internationale grenzen. Deze positie over de soevereiniteit over de Corantijn is na de onafhankelijkheid nooit herhaald door de Surinaamse overheid en vormt de basis voor Guyanese claims op een deel van de rivier.
In 1969 dreigde het conflict uit de hand te lopen toen op 19 augustus grensgevechten oplaaiden tussen Guyaanse troepen en Surinaamse milities in Kamp Tigri, en het Tigrigebied door het Guyanese leger werd bezet. In 1971 hebben Surinaams premier Jules Sedney en zijn Guyanese ambtsgenoot Forbes Burnham vergeefse onderhandelingen gevoerd in Trinidad. Ze kwamen overeen dat het gebied gedemilitariseerd zou worden, maar die afspraak is Guyana niet nagekomen.
Op verzoek van premier Henck Arron bevestigde premier Joop den Uyl op 25 november 1975 de westgrens van Suriname als volgt:
De westgrens wordt gevormd door de laagwaterlijn op de linkeroever van de Corantijn, van oorsprong tot monding. De grens loopt daardoor vanaf een nader te bepalen punt op de zuid-grens naar de oorsprong van de Boven-Corantijn, vervolgens vanaf deze oorsprong langs de laagwaterlijn op de linkeroever van de Boven-Corantijn en de Corantijn tot het punt waar de oeverlijn in de kustlijn overgaat en vanaf dit punt langs een lijn met een richting 10 graden oost van het Ware Noorden door de territoriale zee, onverminderd de rechten welke krachtens internationaal recht aan de souvereine Republiek Suriname als kuststaat toekomen in het door de voortzetting van deze lijn begrensde gedeelte van het zeegebied.

### Zeegrens

In geel de grens van de exclusieve economische zone met aardolievelden in Suriname en Guyana

Lange tijd bestond er ook onenigheid over de zeegrens tussen Guyana en Suriname. De grenskwestie dreigde uit de hand te lopen toen de Surinaamse marine op 6 mei 2000, na herhaalde schriftelijke waarschuwingen, Guyanese olieboorders van het Canadese bedrijf CGX Energy Inc. verwijderde uit het betwiste gebied. Dit dispuut werd uiteindelijk op 17 september 2007 gearbitreerd door een tribunaal van vijf personen dat geformeerd was op basis van Annex VII van het VN-zeerechtverdrag. Geen van beide partijen kreeg zijn zin, aangezien het tribunaal beide claims afwees en een eigen lijn trok. Het tribunaal bevestigde wel de soevereiniteit van Suriname over de gehele Corantijnrivier. De door Guyana afgegeven en door Suriname betwiste 'CGX-concessie' voor oliewinning kwam door de nieuwe grensbepaling in het zeeterritorium van Guyana te liggen.

## Zuidelijke grens
De zuidelijke grens wordt - volgens het op 5 mei 1906 te Rio de Janeiro tussen Nederland en Brazilië gesloten Verdrag tot regeling der grens tusschen Suriname en Brazilië, goedgekeurd bij de wet van 11 juli 1908, gevormd "door de lijn der waterscheiding tusschen het stroomgebied der Amazone, in het Zuiden, en de bekkens der waterstroomen, die zich noordwaarts in den Atlantischen Oceaan uitstorten".